# École Supérieure d'Infotronique d'Haïti
Fundada en 1995, l'École Supérieure d'Infotronique d'Haïti (ESIH) es una institución de educación superior reconocida  por el Ministerio de Educación Nacional y la Dirección de Educación Superior e Investigación Científica (DESR), miembro de la Agencia Universitaria de la Francofonía (AUF), la Conferencia de Rectores y Presidentes de Universidades del Caribe (CORPUCA), la red de profesionales de la UNESCO llamó UNEVOC Conferencia Internacional de Educación en Ingeniería Técnicos y de habla francesa (CITEF), la Cámara Franco-Haitiana de Comercio e Industria (CFHCI) y la Asociación Haitiana para el Desarrollo de Tecnologías de la Información y la Comunicación (AHTIC). Los programas de capacitación para ESIH se formato de acuerdo con la norma europea RDA.

## Áreas de enseñanza
El ESIH ofrece cursos en dos áreas: Ciencias de la Computación y Gestión de Empresas. Hasta la fecha, el ESIH cuenta con una plantilla de cerca de un millar de estudiantes, más del 30% son mujeres.

## Diplomados
Los títulos que se ofrecen en ESIH tanto en las áreas de enseñanza son de tipo 3 (Licencia Profesional o L-Pro) o Bac +4 (Master 1 Profesional o Pro-M1) Alrededor de 60 estudiantes se gradúan anualmente L Pro- y 25 estudiantes se gradúan anualmente Pro-M1.
Por motivo del terremoto ocurrido el 12 de enero de 2010, los sistemas de educación de Haití ha decrecido muy notablemente.
- Datos: Q5644709